# 塔拉诺 (上科西嘉省)
塔拉诺（法語：Tarrano，法語發音：[taʁano]）是法国上科西嘉省的一个市镇，属于科尔泰区。

## 地理
塔拉诺（42°21'0"N, 9°24'6"E）面积3.83 平方千米，位于法国上科西嘉省，该省份位于科西嘉北部，后者为地中海西部的一座岛屿，也是法国的一个单一领土集体，位于法国大陆部分的东南面，意大利半島的西面，最临近的地块是撒丁岛。
与塔拉诺接壤的市镇（或旧市镇、城区）包括：皮奥贝塔。

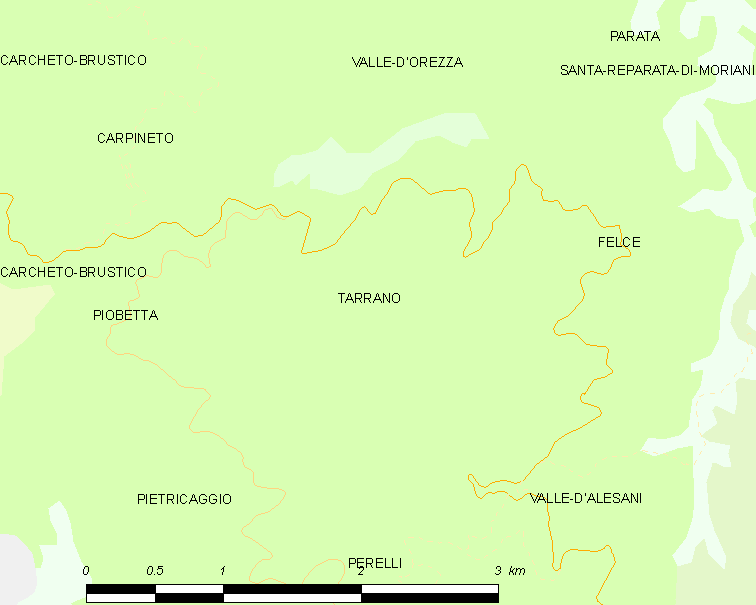
的OSM定位图

塔拉诺的时区为UTC+01:00、UTC+02:00（夏令时）。

## 行政
塔拉诺的邮政编码为20234，INSEE市镇编码为2B321。

## 政治
塔拉诺所属的省级选区为卡斯塔尼恰县。

## 人口

1962-2008年间人口变化图示

塔拉诺于2022年1月1日时的人口数量为16人。